# Muppet Babies (serie animata 1984)
Muppet Babies è una serie televisiva d'animazione, prodotta dalla Marvel Productions per la Jim Henson Productions, basata sui personaggi Muppet di Jim Henson.
La sigla italiana ha il titolo Muppet Babies.
La serie in America è andata in onda dal 1984 al 1991 su CBS e in Italia dal 1986 su Italia 1.

## Trama e personaggi
Il cartone animato vede come protagonisti alcuni dei personaggi del Muppet Show quando erano infanti e si tratta di Piggy, Kermit, Gonzo, Fozzie, Rowlf, Animal, Scooter e la sua gemella Skeeter (che compare solo in questo cartone animato e non in altre produzioni dei Muppet) che vivono in una nursery con la loro baby sitter Nanny della quale si vedono solamente le gambe con i calzini a righe. Le varie storie vedono la materializzazione della loro immaginazione (con spezzoni presi da vari films) a seconda degli argomenti trattati e tornano alla realtà grazie a qualche evento esterno (come ad esempio l'entrata in stanza di Nanny). Gonzo è invaghito di Piggy, che ha occhi solamente per Kermit, inoltre possiede un pupazzo dalle sembianze di una pulcina da lui chiamata Camilla, come la gallina sua fidanzata nei film con i pupazzi veri e propri. L'orso Fozzie è specializzato nel raccontare barzellette che non fanno ridere nessuno e il cane Rowlf suona spesso il suo pianoforte giocattolo. Scooter è un esperto di computer, in contrasto della sportiva sorella Skeeter, Animal, invece, appare come il combinaguai di turno. In alcuni episodi compaiono anche Bunsen e Beaker che inventano strani marchingegni.

## Doppiaggio
| Personaggio                          | Doppiatore originale                                                       | Doppiatore italiano |
| ------------------------------------ | -------------------------------------------------------------------------- | ------------------- |
| Baby Kermit                          | Frank Welker                                                               | Fabio Tarascio      |
| Baby Beaker                          | Frank Welker                                                               |                     |
| Baby Skeeter                         | Howie Mandel (1984-1985) Frank Welker (1986–1990)                          | Lisa Mazzotti       |
| Camilla                              | Frank Welker Dave Coulier (occasionalmente) Russi Taylor (occasionalmente) |                     |
| The Chief Inspector of Scotland Yard | Frank Welker Dave Coulier (occasionalmente) Russi Taylor (occasionalmente) |                     |
| Baby Fozzie                          | Greg Berg                                                                  | Giorgio Melazzi     |
| Baby Scooter                         | Greg Berg                                                                  | Guido Rutta         |
| Baby Animal                          | Howie Mandel (1984-1985) Dave Coulier (1986-1991)                          | Enrico Maggi        |
| Baby Bunsen                          | Howie Mandel (1984-1985) Dave Coulier (1986-1991)                          | Antonello Governale |
| Baby Bean Bunny                      | Dave Coulier                                                               |                     |
| Baby Janice                          | Dave Coulier                                                               |                     |
| Zii Statler                          | Dave Coulier                                                               |                     |
| Waldorf                              | Dave Coulier                                                               | Enrico Maggi        |
| Baby Rowlf                           | Katie Leigh                                                                |                     |
| Mrs. Mitchell                        | Katie Leigh                                                                |                     |
| Baby Piggy                           | Laurie O'Brien                                                             | Graziella Porta     |
| Baby Gonzo                           | Laurie O'Brien (st. 1-4) Russi Taylor (st. 5-8)                            | Pietro Ubaldi       |
| Robin                                | Russi Taylor                                                               |                     |
| Zia Fanny                            | Russi Taylor                                                               |                     |
| Nanny                                | Barbara Billingsley                                                        | Tullia Piredda      |